# Wooden Wand
Wooden Wand, pseudonimo di James Jackson Toth (New York, ...), è un cantautore statunitense.
Cantautore molto prolifico oltre che con il suo pseudonimo ha pubblicato anche a nome di Wooden Wand and The Briarwood Virgins, Wooden Wand and The Vanishing Voice, Wooden Wand and the Sky High Band, The Blood Group, Golden Calves Money Band e Wooden Wand Hassara

## Biografia
Originario di New York dopo gli anni trascorsi al Purchase College si trasferisce a Knoxville, nel Tennessee e poi a Lexington nel Kentucky. 
Durante la sua carriera ha realizzato in totale circa un centinaio di pubblicazioni tra album, cassette, CD-R e vinili, molte delle quali autoprodotte e distribuite direttamente dell'artista. Alcune sono state stampate e distribuite a livello internazionale da varie etichette tra cui Kill Rock Stars, Ecstatic Peace!, Rykodisc, Fire Records.
Nei primi anni della sua attività musicale venne accomunato ad artisti alternative folk come Devendra Banhart, Akron/Family o Joanna Newsom, nelle sue più recenti produzioni l'artista ha aggiunto elementi free-jazz, acid folk e country rock rendendo difficile una categorizzazione precisa del suo stile musicale.
Dopo una lunga serie di autoproduzione assieme ai The Vanishing Voice pubblica il primo album ufficiale, Xiao, nel 2004 per la De Stijl Records.
Seguono dischi con molte etichette diverse, nel 2008 pubblica per la Rykodisc il primo album a suo nome, Waiting in Vain.
Dopo varie vicissitudini che lo hanno portato a separarsi dalla moglie, alla rottura del contratto con la Rykodisc ed anche in carcere, Michael Gira leader degli Swans nonché proprietario della Young God Records propone a Toth la realizzazione di un album. Il risultato è Death Seat dello stesso anno.
Nel 2011 pubblica assieme al gruppo The Briarwood Virgins l'album Briarwood grazie al supporto dato da alcuni amici e il finanziamento della comunità di fan. In questo lavoro il cantautore abbandona la psichedelia degli esordi e si fa influenzare dal rock sudista e dal country.

## Discografia

### Cassette
- Book of FM (Polyamory)
- Folk Audio Tapes Vol. 1 (WWVV #1)
- Live At Pasture reissue (Skullfucking Tapes)
- Michel's Portal and Crow Jane Variations (Fuckit Tapes)
- Split con Kasvien Ystavat (Polyamory)

### CD-R
- 2002 - Angel Hair (Chocolate Monk) EP con The Vanishing Voice
- Live At Pasture (23 Productions)
- Supplication Jam for Brother Greh 3-inch CD-R (Chondritic Sound)
- 2006 -Town on the Edge of Darkness (Audiobot) con The Vanishing Voice
- From The Road Vol. 1 - Born Free (23 Productions)
- 2006 - From The Road Vol. 2 - The Philosophy of Fuck It (23 Productions) con The Vanishing Voice
- From The Road Vol. 3 - Dead Lecturing (23 Productions)

### Album
- 2005 - Buck Dharma CD/2xLP (5RC / Time-Lag) con The Vanishing Voice
- 2005 - L'un Marquer Contre La Moissonneuse CD (Three Lobed Recordings) con The Vanishing Voice
- 2005 - Sunset Sleeves LP (Weird Forest) con The Vanishing Voice
- 2004 - Xiao LP (DeStijl), CD/LP (Troubleman Unlimited)  con The Vanishing Voice
- 2006 - Gipsy Freedom CD/LP (5RC) con The Vanishing Voice
- 2005 - The Flood CD/LP (Troubleman) con The Vanishing Voice
- 2005 - Harem of the Sundrum & the Witness Figg
- 2006 - Gipsy Freedom CD/LP (5RC) con The Vanishing Voice
- 2006 - Moon Void of Course con The Vanishing Voice
- 2006 - Second Attention come Wooden Wand and the Sky High Band
- 2006 - Wasteland of the Free (From the Road Series Vol.7) come Wooden Wand and the Sky High Band
- 2007 - James & The Quiet CD (Ecstatic Peace!/Universal)
- 2008 - Waiting in Vain CD (Rykodisc) a nome James Jackson Toth
- 2009 - Born Bad LP (People in a Position to Know)
- 2009 - Hard Knox CD (Ecstatic Peace!)
- 2010 - Death Seat CD (Young God Records)
- 2011 - My Week Beats Your Year LP (The Great Pop Supplement)
- 2011 - Briarwood (Fire Records) come Wooden Wand and The Briarwood Virgins
- 2012 - Blood Oaths of the New Blues
- 2013 - Wooden Wand & the World War IV
- 2014 - Farmer's Corner (Fire Records)
- 2017 - Clipper Ship

### EP
- 2004 - Harem of the Sundrum
- 2005 - Full Cold Moon con The Vanishing Voice
- 2006 - Horus of the Horizon come Wooden Wand and the Omen Bones Band
- 2009 - Haunting the Stagecoach